# Rodolfo Wirz
Rodolfo Pedro Wirz Kraemer (Schwarz-Rheindorf, Alemania, 19 de abril de 1942), es un sacerdote uruguayo, actual obispo de Maldonado.

## Biografía
Ordenado sacerdote el 21 de diciembre de 1968 por el obispo José Gottardi. 

### Episcopado
A fines de diciembre de 1985 el papa Juan Pablo II lo nombró obispo de la Diócesis de Maldonado - Punta del Este.
En 1998, su nombre llegó a sonar como posible arzobispo de Montevideo.
En 2005, participó de la XX Jornada Mundial de la Juventud en Bonn, Alemania, invitado por la Conferencia Episcopal Alemana.
En 2001, fue nombrado administrador apostólico de la diócesis de Minas, hasta 2004, fecha en que se nombra a Francisco Barbosa para dicha diócesis. Este renunció el 1 de julio de 2009. Wirz volvió a ejercer la responsabilidad de administrador apostólico, hasta que fue nombrado el nuevo obispo de Minas, Jaime Rafael Fuentes.
Fue elegido vicepresidente de la Conferencia Episcopal Uruguaya (CEU) para el período 2010-2012.
| Predecesor: Antonio Corso | Obispo de Maldonado - Punta del Este Desde 1985 | Sucesor: Milton Luis Tróccoli Cebedio |